# Miguel Brito
Miguel Brito (ur. ?, zm. ?) – boliwijski piłkarz grający na pozycji pomocnika.

## Kariera klubowa
Podczas kariery klubowej reprezentował barwy Oruro Royal.

## Kariera reprezentacyjna
Miguel Brito na początku lat trzydziestych występował w reprezentacji Boliwii. W 1930 uczestniczył w mistrzostwach świata 1930. Na mundialu był rezerwowym i nie wystąpił w żadnym meczu.